# Oskar Dimroth
Oskar Dimroth, gelegentlich auch geführt als Oscar Dimroth, (* 18. Juli 1906 in Starnberg, Bayern, Deutsches Reich; † 27. März 1955 in Göttingen) war ein deutscher Schauspieler und Hörspielsprecher.

## Leben und Wirken
Der Sohn des Amtsgerichtsdirektors Gustav Dimroth machte 1924 sein Abitur am Wilhelmsgymnasium München. Er erhielt privaten Schauspielunterricht bei Toni Wittels, ehe er an der Münchner Universität studierte. Bereits 1926 debütierte Dimroth am Theater in der bayerischen Landeshauptstadt. Dort trat er auch unter der Regie von Otto Falckenberg und an der Seite bedeutender Kollegen wie Käthe Gold auf. Es folgten Verpflichtungen an Bühnen in Stuttgart und Berlin, wo Dimroth von 1937 bis 1944 dem Deutschen Theater unter der Leitung von Heinz Hilpert angehörte.
Nach dem Zweiten Weltkrieg war Oskar Dimroth am Badischen Staatstheater Karlsruhe im Herbst 1945 als Jedermann und zum Jahresabschluss am selben Ort in Klabunds Der Kreidekreis zu sehen. Anschließend wirkte er an Spielstätten in Heidelberg (hier als Zuckmayers Des Teufels General Harras) und in Hamburg, ehe Dimroth 1950 einem Ruf Hilperts an das von ihm geleitete Deutsche Theater in Göttingen folgte. Dort übernahm er Rollen in zahlreichen klassischen Stücken wie in Lessings Minna von Barnhelm und mehreren Shakespeare-Inszenierungen. Zu dieser Zeit erhielt der Künstler auch die eine oder andere Nebenrolle in Göttinger Filmproduktionen.
Dimroth nahm auch an Hörfunksendungen in München, Berlin und Beromünster teil. Oskar Dimroth war mit der Schauspielerin Phoebe Monnard verheiratet.

## Filmografie (komplett)
- 1942: Der Fall Rainer
- 1949: Schicksal aus zweiter Hand
- 1952: Ferien vom Ich
- 1953: Königliche Hoheit
- 1954: Drei vom Varieté

## Hörspiele
- 1924: Friedrich Schiller: Wallensteins Lager – Regie: Nicht angegeben
- 1948: Kurt Reiss: Hörspiele der Zeit (1. Folge: Das Ei der Columba) – Regie: Kurt Reiss
- 1948: Wolfgang Weyrauch: Hörspiele der Zeit (3. Folge: Damals, als die Brücke zerriß) – Regie: Hans Quest
- 1948: Wilhelm T. Wulff: Hörspiele der Zeit (5. Folge: Generalstab der schwarzen Kunst) – Regie: Ludwig Cremer
- 1948: Hans Egon Gerlach: Goethe erzählt sein Leben (2. Teil: Jugendzeit in Frankfurt) – Regie: Ludwig Cremer
- 1949: Robert Louis Stevenson: Dr. Jekyll und Mr. Hyde – Regie: Gustav Burmester
- 1949: Horst-Günther Patzke: Sternschnuppen – Regie: Gustav Burmester
- 1949: Hans Egon Gerlach: Goethe erzählt sein Leben (13., 26. und 33. Teil) – Regie: Mathias Wieman
- 1949: Günther Danehl: Die Puppe – Regie: Fritz Schröder-Jahn
- 1949: Jean-Paul Sartre: Schmutzige Hände – Regie: Otto Kurth
- 1949: Johann Wolfgang von Goethe: Faust I – Regie: Ludwig Cremer
- 1949: Liselotte Kaven: Achtung Falschgeld – Regie: Gustav Burmester
- 1949: Dieter Rohkohl: Das Leben geht weiter – Regie: Fritz Schröder-Jahn
- 1952: Tyrone Guthrie: Der Käfig – Bearbeitung und Regie: Cläre Schimmel
- 1953: Hans Gertberg, Heinrich Koch: Das dunkle Zimmer – Regie: Hans Rosenhauer
- 1953: Gustav Albert Mulach: Das letzte Haus an der Straße – Regie: Hans Rosenhauer
- 1955: Siegfried Lenz: Die Fischer von Jinjaboa. Funknovelle – Regie: Hans Rosenhauer